# ロドス包囲戦 (1522年)
1522年のロドス包囲戦（ロドスほういせん、英語: Siege of Rhodes, イタリア語: Assedio di Rodi, トルコ語: Rodos'un Fethi）は、オスマン帝国が聖ヨハネ騎士団をロドス島から完全に駆逐した戦い。この結果オスマン帝国は東地中海での覇権を確立し、聖ヨハネ騎士団はシチリア島に撤退、後にマルタ島へ移ってオスマン帝国に抵抗し続けた。

## 背景
1291年にパレスチナにおける十字軍最後の拠点アッコが陥落したのち、聖ヨハネ騎士団は14世紀初頭にビザンツ帝国領のロドス島を占領した。この島はエーゲ海交易の要衝であり、騎士団はイスラーム諸国相手に活発な海賊活動を行って東地中海を支配した。オスマン帝国はメフメト2世の時代の1480年に最初のロドス島攻撃を行ったが、これは失敗に終わっていた。アナトリアからレバントへ勢力を広げようとするオスマン帝国にとって、ロドス島の聖ヨハネ騎士団は避けようがない障害となっていた。
聖ヨハネ騎士団は十字軍の時代から要塞構築とその防衛を基本戦略としてきたが、1480年の戦争以降、大砲の火線と連携を重視する新技術である星型要塞の理論を積極的に取り入れ、従来のロドス島の城塞に数々の改良を施していた。陸伝いでの攻撃が最も激しくなると予想される方面では空堀の広さを倍にし、従来の傾斜防壁を多くの凹角堡に置き換え、ほとんどの塔の周囲に堡塁を設け、また堀の中で敵に縦射をしかけるカポニールをつくった。城門の数は減らされ、旧式の胸壁は砲撃を想定して傾斜したものに替えられた。この工事には多くの石工や労働者が動員されたが、特に騎士団に捕らえられ奴隷にされたムスリムは最も厳しい重労働を強いられた。
1521年、フィリップ・ヴィリエ・ド・リラダンが聖ヨハネ騎士団の総長に選出された。オスマン帝国の侵攻が迫る中、リラダンは要塞の増築を進める一方で、ヨーロッパに散らばっている騎士団員をロドス島に集め、防衛体制を固めた。しかし、ヴェネツィアがクレタ島から派遣した援軍を除き、ヨーロッパ諸国は聖ヨハネ騎士団に一切支援を行わなかった。また聖ヨハネ騎士団内でも、ラングエ・イングランドからの参戦者はジョン・ローソン一人であった。ロドスの町は、二重もしくは三重の石壁と、いくつかの大きな堡塁で防衛されており、それぞれの堡塁は1301年に定められた割り当て通りに各ラングエが担当した。最終的に防衛に参加した騎士の出身国は、スペイン、フランス、ドイツ、イタリア、イングランド、ポルトガルだった。港は聖ヨハネ騎士団の船を収容したのち、オスマン海軍の侵入を防ぐため巨大な防鎖で封鎖された。

## オスマン帝国の侵攻

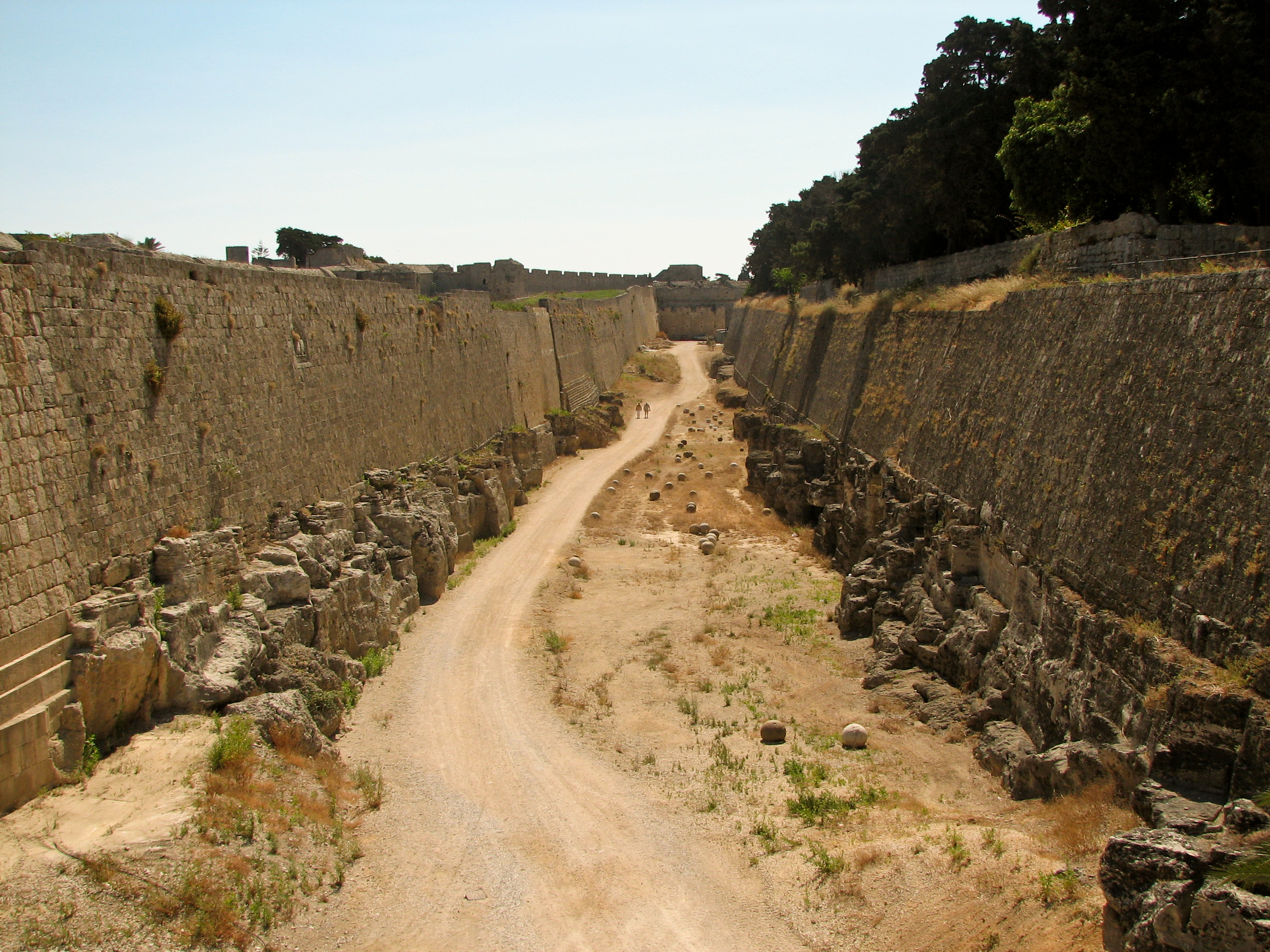
最も激しい戦闘が行われたイングランド砦。左手に凹角堡があり、さらにその奥に主壁がある。空堀を挟んだ右側は、敵に背を向けて降りさせるための胸壁である。また溝の中の敵には、聖ヨハネ塔から縦射がかけられた。現在でも溝の中には石の砲丸が残っている。

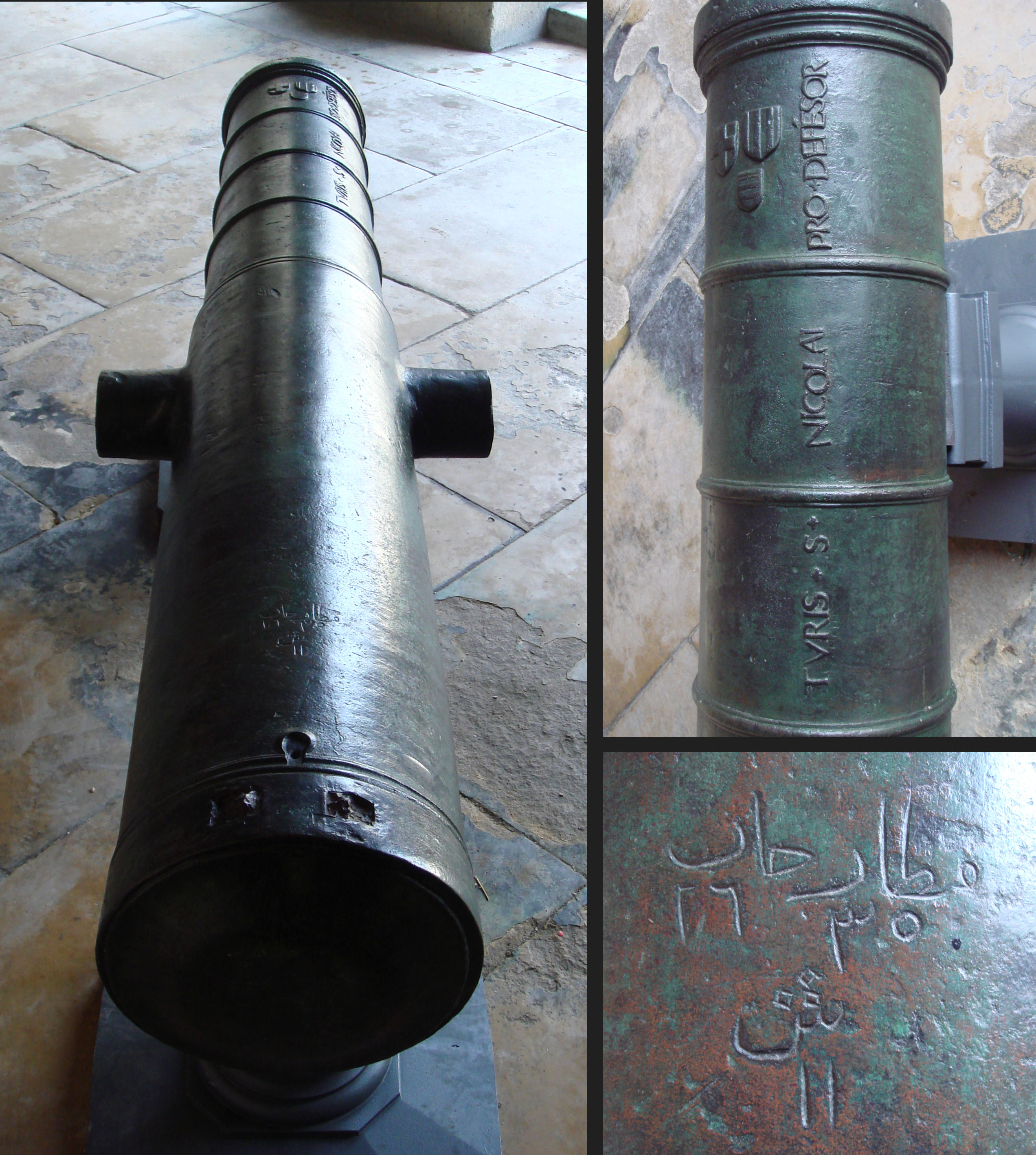
聖ニコラス塔の大砲。ラテン語で TURIS + S + NICOLAI + PRO + DEFÉSOR, "聖ニコラス塔の防衛のため"と記されている。. 口径: 23.0 cm 砲身長: 255 cm 重量:1427 kg。戦後オスマン帝国が接収し、1862年にスルタン・アブデュルアズィズからフランスのナポレオン3世に贈られた。

1522年6月26日、チョバン・ムスタファ・パシャ率いる400隻のオスマン軍がロドス島に到達した。さらに7月28日、スレイマン1世が10万の兵とともに上陸し、自ら指揮を執った。
オスマン海軍は港湾を封鎖し、上陸した陸軍は大砲で市街を砲撃しつつ、要塞への攻撃をほぼ毎日続けた。城壁に対する砲撃は芳しい効果が出なかったため、城壁の下に向けてトンネルが掘り進められ、9月4日には2つの坑道で火薬を爆発させ、イングランド砦の防壁を11mにわたって崩落させた。ただちに歩兵がこの地点から強襲をかけ、イングランド砦は一旦占領された。しかし騎士団は総長リラダン自らの指揮により砦の奪還に成功した。同日にオスマン軍は2度にわたり同様の強襲を行ったが跳ね返され、イングランド軍団とドイツ軍団によって城壁の崩落部は埋められた。
9月24日、ムスタファ・パシャはスペイン砦・イングランド砦・プロヴァンス砦・イタリア砦に対する同時総攻撃を命じた。スペイン砦などでは2度も占有者が変わる激戦となったが、攻め切れないとみたスレイマン1世は攻撃を停止させた。この攻撃失敗の咎によりスレイマン1世はムスタファ・パシャを処刑しようとしたが、他の重臣の説得で司令官の解任にとどめた。新たに指揮を執ることとなったアフメト・パシャは攻城戦の専門家であり、彼の元でオスマン軍の戦略は坑道掘削からの城壁爆破と絶え間ない砲撃を主軸とするようになった。中世ヘレニズム的な都市であるロドスの市街の排水渠は、オスマン軍の工兵にとって格好の目印となった。
11月の終わりにオスマン軍は再び大規模な総攻撃をかけたが、これも要塞を完全制圧するには至らなかった。この時点で、両陣営ともに疲弊が頂点に達していた。騎士団にはもはや無傷の者はおらず、一方面に援軍を回すような余裕もなくなっていた。オスマン軍も戦闘や疫病による膨大な死者を出しており、士気が下がる一方だった。スレイマン1世はロドスの市民に対し、降伏すれば生命、安全、食を保証するという条件を提示した。これはオスマン帝国が出す降伏条件としては破格に緩いものであり、これを断れば、死ぬか奴隷となる道しかなかった。市民の要求により、ついにリラダンら騎士団も和平交渉の席に着くことを決断し、交渉のため12月11日から13日にかけて停戦が結ばれた。しかし市民が自分たちの安全をより強固に保証するよう求めてきたことに腹を立てたスレイマン1世は、要塞への砲撃と強襲の再開を命じた。12月17日、スペイン砦が陥落した。もはやほとんどの城壁は崩れ、全要塞の陥落も時間の問題だった。12月20日、リラダンは市民の圧力により再度の停戦と交渉を申し出た。

## 終戦
12月22日、ラテン市民とギリシア市民のそれぞれの代表がスレイマンの和平案を受け入れた。騎士団は12日以内にロドス島を退去するよう求められたが、この際武器や宗教的な宝物・絵画を持ち出すことを認められるという極めて寛大なものだった。島民のうち離島を望むものはその自由と3年の猶予を与えられ、残留を望むものはオスマン帝国の支配下に入っても5年の間納税を免除された。キリスト教の教会が汚辱をうけたりモスクに改められたりすることもなかった。
1523年1月1日、最後に残っていた騎士が市街を発った。彼らは騎士団旗をはためかせ、ドラムを鳴らし、軍装に身を固めて行進するという名誉の撤退ぶりであった。彼らは離島する住民数千人とともに50隻の船に乗り、ヴェネツィア領クレタ島へ退去した。

## 戦後
ロドス島包囲戦はオスマン帝国の勝利に終わった。東地中海の重要拠点を獲得したことで、コンスタンティノープルとエジプト（アレクサンドリアおよびカイロ）の間で容易に連絡が取れるようになった。後の1669年、オスマン帝国はヴェネツィア領クレタ島征服の際にロドス島を拠点として大いに利用した。
聖ヨハネ騎士団はシチリア島などを転々とした後、神聖ローマ皇帝カール5世からマルタ島、ゴゾ島、北アフリカのトリポリを与えられた。その後のロドス島奪回の試みは成功しなかったが、43年後のマルタ包囲戦ではオスマン帝国の撃退に成功した。

## 文化的影響
- 1656年、ウィリアム・ダヴェナントが史上最初の英語オペラ「ロードス包囲戦」を書いた[7]。
- 塩野七生『ロードス島攻防記』ISBN 978-4101181042（新潮文庫、1991年）